# Pseudoprosopis euryphylla
Pseudoprosopis euryphylla là một loài thực vật có hoa trong họ Đậu. Loài này được Harms miêu tả khoa học đầu tiên.